# Manuel José de Jesus
Manuel José de Jesus Silva (Vila Real de Santo António, Portugal, 9 de abril de 1946), conocido simplemente como Manuel José, es un entrenador y exjugador de fútbol portugués.
Algunos de los equipos que ha dirigido incluyen Vitória de Guimarães, Sporting de Lisboa, Sporting de Braga, Boavista, Benfica, Al-Ahly, Belenenses y la selección nacional de Angola. Es el técnico vivo con más partidos dirigidos en la Primeira Liga de Portugal.

## Carrera como jugador
Se inició en las inferiores del Benfica, aunque jugó solo un partido como profesional en el equipo. La mayor parte de su carrera como futbolista la realizó en equipos menores como Sporting Covilhã, Varzim, Belenenses, União de Tomar, Farense, Beira Mar y Sporting Espinho.

## Carrera de entrenador
Manuel José comenzó a entrenar al Sp. Espinho en 1978, donde logró el ascenso a la Primeira Divisão 1979-80. Su primera etapa destacada en la dirección fue en el Vitória de Guimarães, al que dirigió en 1982 y 1983, clasificándolos para su primera Copa de la UEFA 1983-84 tras terminar en cuarto lugar. La temporada siguiente pasó al Portimonense y en la segunda llevó al equipo a la 5ª posición, su mejor posición histórica clasificándolos para la Copa de la UEFA 1985-86. Después de dirigir al Sporting de Lisboa, donde no logró encontrar el éxito que había encontrado con sus antiguos equipos. Se trasladó al Boavista, donde ganó la Taça de Portugal en su primera temporada, y la Supertaça, la temporada siguiente. Tras cinco temporadas en el Boavista, fichó por el Marítimo de Funchal en 1996. Sustituyó a Paulo Autuori como entrenador del Benfica a mediados de la temporada 1996-97, terminando en 3er lugar. A pesar de los malos resultados, permaneció durante la siguiente temporada hasta que una humillante derrota por 3-1 ante el Rio Ave llevó a la dirección del Benfica a despedirlo. 
En 2001 emigró a Egipto donde está considerado como uno de los entrenadores de clubes con más éxito en las competiciones de la Confederación Africana de Fútbol, habiendo ganado el principal torneo de clubes africanos, la Liga de Campeones de la CAF, un récord de cuatro veces y guiando a su equipo el Al-Ahly, a cuatro finales consecutivas de la Liga de Campeones de la CAF entre 2005 y 2008, ganando tres de esas finales. También ganó la Supercopa de la CAF en 2002, 2006, 2007 y 2009 y fue el primer entrenador en llevar a un equipo africano a las posiciones de medalla en la Copa Mundial de Clubes de la FIFA en 2006.
Ganó la Liga de Egipto cinco veces seguidas, 2004-05, 2005-06, 2006-07, 2007-08 y 2008-09, la Copa de Egipto 2005-06 y 2006-07 y la Supercopa de Egipto cuatro veces consecutivas, 2005, 2006, 2007 y 2008. Podría decirse que su mejor etapa en el Al-Ahly fue la temporada 2005-06, cuando consiguió el triplete africano al ganar Liga, Copa y Liga de Campeones. 
El 13 de mayo de 2009, fue designado oficialmente por la Federación Angoleña de Fútbol como entrenador de la selección nacional, con miras a su participación en la Copa Africana de Naciones 2010, que Angola acogió. Después de la derrota de Angola, frente a Ghana, en los cuartos de final del torneo, pidió disculpas a todo el pueblo angoleño por su eliminación prematura y dejó su cargo de común acuerdo.
El 3 de julio de 2012, Manuel José fue nombrado entrenador en jefe del Persépolis y firmó un contrato de un año con el club, en sustitución de Mustafa Denizli, quien renunció a su cargo en junio de 2012 por motivos personales. El 7 de diciembre de 2012 se anunció que Manuel José ya no era el entrenador en jefe del equipo para los próximos partidos. El 10 de diciembre de 2012, el club lo despidió oficialmente y fue reemplazado por Yahya Golmohammadi.
Fue honrado por el presidente egipcio Hosni Mubarak con una medalla nacional el 24 de diciembre de 2006 por su aportación al Al Ahly y al fútbol egipcio.

## Clubes como entrenador
| Club                 | Desde      | Hasta          |
| -------------------- | ---------- | -------------- |
| Espinho              | julio 1978 | julio 1982     |
| Vitória de Guimarães | julio 1982 | mayo 1983      |
| Portimonense         | junio 1983 | julio 1985     |
| Sporting de Lisboa   | julio 1985 | octubre 1986   |
| Sporting Braga       | enero 1987 | mayo 1989      |
| Sporting de Lisboa   | mayo 1990  | noviembre 1990 |
| Boavista             | mayo 1991  | mayo 1996      |
| Marítimo             | mayo 1996  | diciembre 1996 |
| Benfica              | enero 1997 | julio 1997     |
| Marítimo             | mayo 1999  | diciembre 2000 |
| Al Ahly              | julio 2001 | mayo 2002      |
| Os Belenenses        | junio 2002 | julio 2003     |
| Al-Ahly              | julio 2003 | junio 2009     |
| Selección de Angola  | mayo 2009  | enero 2010     |
| Al-Ittihad           | mayo 2010  | diciembre 2010 |
| Al Ahly              | enero 2011 | febrero 2012   |
| Persepolis           | julio 2012 | diciembre 2012 |

## Palmarés

### Jugador
Benfica
- Primeira Liga: 1968–69

### Entrenador
Sporting de Espinho
- Segunda Divisão Portuguesa – Série Norte: 1978–79

Boavista
- Supertaça Cândido de Oliveira: 1992
- Taça de Portugal: 1991–92

Al-Ahly
- Premier League de Egipto: 2004–05, 2005–06, 2006–07, 2007–08, 2008–09, 2010–11
- Copa de Egipto: 2005–06, 2006–07
- Supercopa de Egipto: 2005, 2006, 2007, 2008
- CAF Champions League: 2001, 2005, 2006, 2008
- Supercopa de la CAF: 2002, 2006, 2007, 2009
- Copa Mundial de Clubes de la FIFA: Tercer lugar 2006